# Sad Eyed Lady of the Lowlands
"Sad-Eyed Lady of the Lowlands" là ca khúc của Bob Dylan, được phát hành trong album Blonde on Blonde (1966), dài hơn 11 phút và nằm trọn mặt cuối cùng trong album-kép này.

## Thành phần tham gia sản xuất
- Bob Dylan – hát, harmonica.
- Hargus "Pig" Robbins – piano.
- Al Kooper – organ.
- Charlie McCoy, Wayne Moss – guitar.
- Joe South – bass.
- Kenny Buttrey – trống.